# テレサ・クリスティナ・デ・ボルボン＝シシリアス

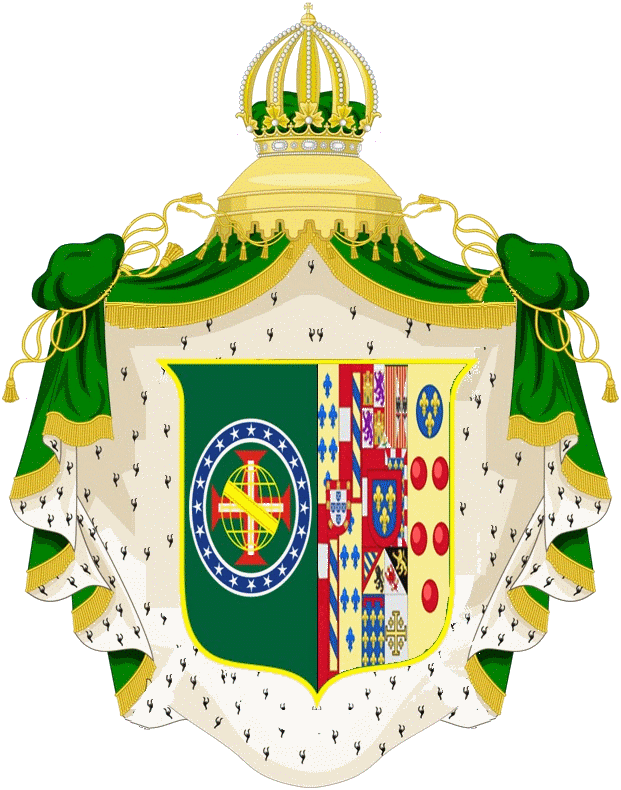
テレザ・クリスティーナ皇后の紋章

テレザ・クリスティーナ・デ・ボルボン＝ドゥアス・シシリアス（Teresa Cristina Maria de Bourbon-Duas Sicilias, 1822年3月14日 - 1889年12月28日）は、ブラジル皇帝ペドロ2世の皇后。イタリア語名はテレーザ・クリスティーナ・デッレ・ドゥエ・シチリエ（Teresa Cristina delle Due Sicilie）。

## 生涯

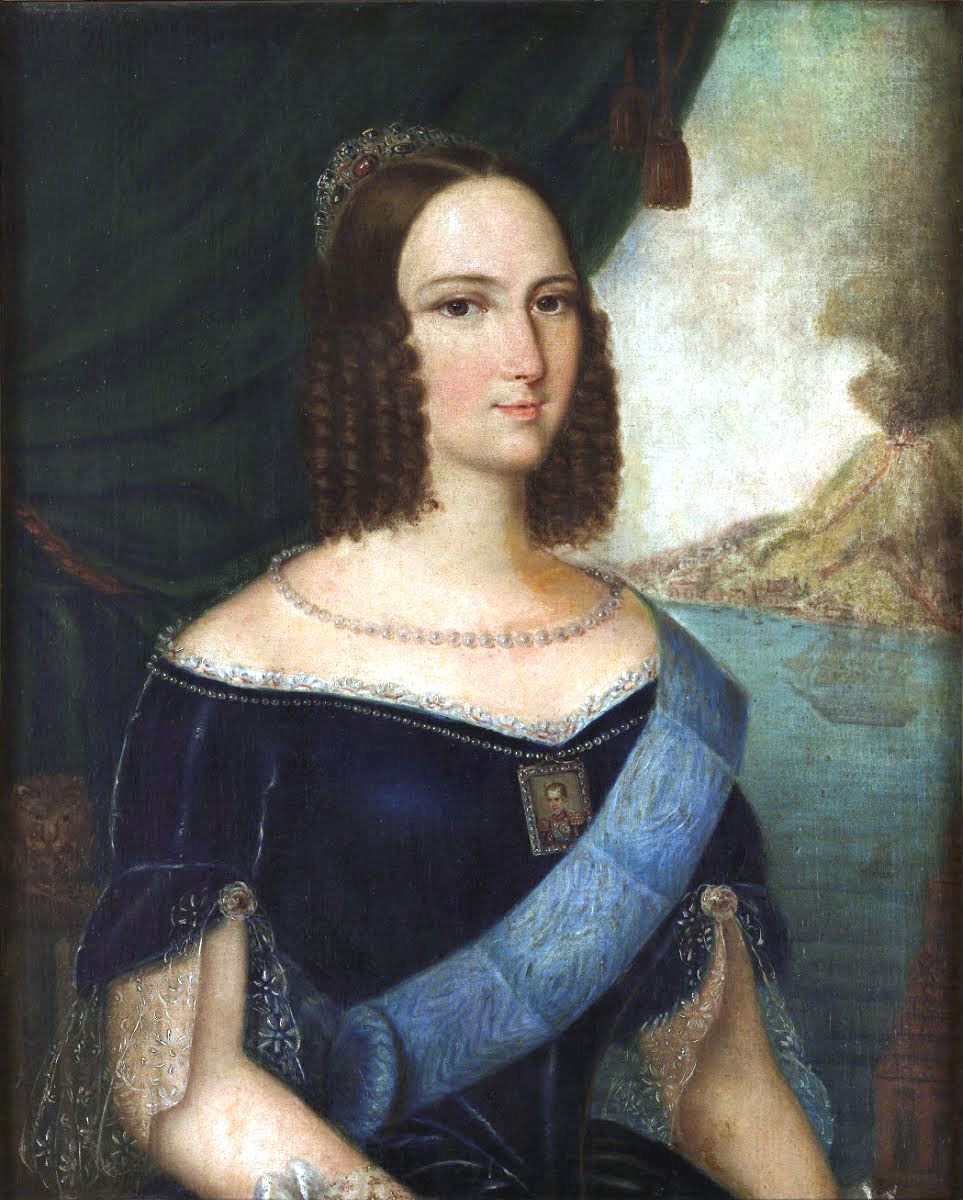
両シチリア王女時代のテレザ・クリスティーナ

両シチリア王フランチェスコ1世と2度目の王妃マリア・イサベル（スペイン王カルロス4世の娘）の娘。シチリア・ブルボン朝の一員としてナポリに生まれる。姉にスペイン王フェルナンド7世の妃マリア・クリスティーナがいる。
1842年9月4日、テレサはペドロとナポリで結婚した。肖像画のみを見て結婚を決め、当人同士は欠席したままの代理結婚式であったため、テレサがブラジル入りしたとき、まだ17歳だったペドロは年上妻の肖像画とのあまりの違いに落胆をあらわにした。彼女ははじめ夫から見下されていた。ペドロは彼女と初めて会ったとき、背が低く、弱々しくて不美人なテレザ・クリスティーナを見て失望し、結婚をとりやめようとしたのである。
最初の悪印象にもかかわらず、結婚生活は46年に及び、子供も4人もうけた。皇后テレザ・クリスティーナはまれにみる思いやりのある女性だった。彼女は知的で、夫と共通の趣味である文化を通して好意を勝ち取った。ブラジルへ向かう時に、彼女は芸術家・音楽家・学者・植物学者などを引き連れてきていた。2人は文化的生活や科学的発見を楽しみ、絵画をテレザ・クリスティーナの兄フェルディナンド2世に贈ったりしている。彼女は楽器を演奏し良い声で歌った。その上テレザ・クリスティーナは愛情深い母親だった。
ペドロ2世は王族の夫として典型的で、テレザ・クリスティーナ以外に女性関係があり、ルイザ・マルガリダ、バラル女伯、ペドラ・ブランカといった愛妾の名前が知られている。
皇后テレサは、1889年11月15日の軍事クーデター以後、幾日も心臓発作にさいなまれた。皇帝一家が亡命のためヨーロッパ大陸へ向かう船上、テレザ・クリスティーナはブラガンサ家を崩壊させようとする共和主義者らの乱暴な仕打ちに、始終震え上がっていた。オーストリア大使の記録によれば、彼女は「私たちは犯罪者扱いされていた」と言ったという。ポルトガルのポルトに上陸すると、重態のテレザ・クリスティーナは簡素なホテルへと運ばれた。医師が呼ばれたが、もはやなすすべはなかった。テレザ・クリスティーナの最期の言葉は、「ブラジルよ、私はもはや見ることのできない国に恵みをたれたまわんことを。」
皇后の棺は、はじめポルトガル・ブラガンサ王家の霊廟サン・ヴィセンテ・デ・フォーラ修道院に埋葬されたが、のちペトロポリス大聖堂の皇帝一家の霊廟に移送された。
テレザ・クリスティーナの収集した芸術品がブラジル国立図書館へ寄付される際、ペドロ2世は、テレザ・クリスティーナの名前をコレクションに盛り込んでほしいとだけ要求した。現在このテレザ・マリア・クリスティーナ・コレクションは、ユネスコに登録されている。

## 人物
テレザ・クリスティーナが生まれたとき、父は高齢で、母は新しい若き恋人に夢中で、愛情の薄い幼少期を送った。そのため、内気でおとなしく、そして頑固であった。結婚後も政治や社交には関心が薄く、読書や手芸に熱心だった。ことに考古学が趣味だった。ナポリの実家が没落したこともあり、ブラジルを我が祖国として、国民のためにイタリアから医師や学者、芸術家、技術者などを多数招き、ブラジルの発展に尽力した。一方、きまりやしきたりにうるさく、子供には厳しい母親だった。また、非常に頑固であったらしく、その点を指摘する近親者の手紙のほか、自らこの欠点を詫びる書簡も残されている。

## 子女
| 画像 | 氏名               | 出生日        | 死去           | 備考 |
| ---- | ------------------ | ------------- | -------------- | --- |
|      | アフォンソ・ペドロ | 1845年2月23日 | 1847年6月11日  | ブラジル皇太子（1845年 - 1847年）                                                                                               |
|      | イザベル           | 1846年7月29日 | 1921年11月14日 | ブラジル皇太子（1847年 - 1848年、1850年 - 1891年） ウー伯ガストン・ドルレアンと婚姻。 父ペドロ2世が海外旅行の際、摂政についた。 |
|      | レオポルディーナ   | 1847年7月13日 | 1871年2月7日   | ルートヴィヒ・アウグスト・フォン・ザクセン＝コーブルク・ウント・ゴータと婚姻。                                                  |
|      | ペドロ・アフォンソ | 1848年7月19日 | 1850年1月9日   | ブラジル皇太子（1848年 - 1850年）。                                                                                             |